# Новобродовский
Новобродовский — микрорайон города Перми. Расположен в Свердловском районе на юго-восточной границе муниципалитета.

## Название и история
В 1988 г. по инициативе профкома Пермского машиностроительного завода имени Октябрьской революции (позже — ОАО «Велта») было создано Товарищество застройщиков индивидуального жилья. В июне 1988 г. в клубе имени В. В. Маяковского состоялось II собрание участников строительства (до 300 человек).
В дальнейшем к проекту подключились другие предприятия и организации города, работникам которых предоставлялась земля:
- ППК (ПНППК)
- Завод имени Калинина (ИНКАР, СТАР)
- ПГТУ (ПНИПУ)

Под новый жилой район Совет Министров РСФСР передал городу 500 га лесистой местности, где планировалось построить 3 тыс. домов. Проект детальной планировки и застройки микрорайона был разработан в 1989—1990 гг. институтом «Пермгражданпроект» (архитектор Т. П. Бубнова). Проект предусматривал полную автономность: детские сады, школы, больница, дом быта, досуговый клуб, кинотеатр, прачечная и прочая инфраструктура. Предусматривалось расширение посёлка до 6 тыс. коттеджей и слияние его с посёлком Голый Мыс.
Строительство жилого массива в посёлка Новобродовский началось в 1990 году, в котором, по словам старожилов, был заложен первый фундамент.
Название микрорайона Новобродовский происходит от близлежащей деревни Броды.

## Микрорайон сегодня
На начало 2024 года в микрорайоне более 1300 размежеванных участков под ИЖС, более 1250 домов зарегистрированы в регистрационной палате, прописано 1251 житель старше 18 лет, проживают около 5000 тысяч человек, включая детей.
На территории района действует ТОС «Новобродовский» и местная общественная организация «Новобродовский»

### Инфраструктура и коммуникации
- Водоснабжение — индивидуальные скважины, глубина залегания водоносного слоя: 20-40 метров. Центральное водоснабжение отсутствует.
- Канализационное водоотведение — индивидуальные септики и ЛОС.
- Отопление и водоподготовка горячей воды — индивидуальные котлы.
- Газоснабжение — частичная газификация микрорайона. Проект по газификации всего микрорайона находится в завершающей стадии согласования. Выделены средства на устройство газопровода на 2016—2017 гг.
- Электроснабжение — трехфазное, 380 В. Распределительные сети микрорайона подключены к двум независимым ВЛ-10 кВ от фидеров «Софроны» и «Броды».
- Центральное уличное освещение — частичное покрытие.
- Протяженность дорог — порядка 23 км (из них: с щебеночным покрытием — более 20 км, с асфальтовым покрытием — около 2,5 км), все дороги IV категории.
- Сотовая связь — присутствует покрытие основных операторов связи: МТС, Tele2, Ростелеком, Билайн, Мегафон, Тинькофф Мобайл, Сбер Мобайл, Yota.

## Транспорт
По улице Виноградная через всю территорию микрорайона проходит путь следования муниципального автобусного маршрута № 25, который связывает Новобродовский с Комсомольской площадью в центре Перми. В конце 2019 года в Новобродовском были организованы 4 остановки общественного транспорта: «Стадион», «Улица 2-я Радиальная», «Улица 4-я Радиальная» и «Бродовское кольцо», последняя из которых стала конечной остановкой маршрута № 25.
По состоянию на июнь 2023 года микрорайон связан с другими территориями города:
- городским транспортом: маршрут № 25 «Бродовское кольцо — Комсомольская площадь»;
- межмуниципальным транспортом: маршрут № 485 «Пермь — Жебреи».

Также по микрорайону курсирует школьный автобус для доставки обучающихся в СОШ № 82 и обратно.

## Социальная инфраструктура
Магазин «Ассоль» — продовольственные и хозяйственные товары.
Общественный центр «Новобродовский»
Стадион «Новобродовский»
Детские площадки — 3 шт.
Площадка для выгула собак между улицами 3-я Радиальная и 4-я Радиальная.

## Природа
На территории микрорайона берет своё начало малая река Большая Сыра (приток реки Сыра).
Лес смешанный, преимущественно ель. Присутствуют очаговые насадки сосны.

### Музыкально-социальное произведение
11 апреля 2015 года жители микрорайона опубликовали клип — обращение к властям: «НБ: Новобродовский – это Пермь!» на YouTube. По их мнению, это единственный из оставшихся мирных способов обратить внимание чиновников на весь спектр проблем территории, которые не решаются со дня основания микрорайона (более 23 лет), и напомнить, что территория микрорайона — территория города, а не бесхозная. Менее чем за две недели клип набрал более 50 тысяч просмотров.
В 2018 году на День города в Новобродовском состоялся праздничный концерт экс-солистки группы «Пропаганда» Вики Ворониной. В своём выступлении она презентовала песню «Новобродовский кач» в честь микрорайона.

## Улицы микрорайона
- Переулок 1-й Ромашковый
- Переулок 2-й Ромашковый
- Переулок Радужный
- Бродовское Кольцо
- Улица Абрикосовая
- Улица Виноградная
- Улица Грибная
- Улица Зимняя
- Улица Кленовая
- Улица Ландышевая
- Улица Летняя
- Улица Малиновая
- Улица Ореховая
- Улица Осенняя
- Улица Пасечная
- Улица 1-я Радиальная
- Улица 2-я Радиальная
- Улица 3-я Радиальная
- Улица 4-я Радиальная
- Улица 5-я Радиальная
- Улица Смородиновая
- Улица Утренняя
- Улица Цветочная
- Улица Ясеневая